# Waltham Forest kerület

Waltham Forest London északkeleti külső részén fekvő kerület.

## Fekvése
Keleten Redbridge, délkeleten Newham, délnyugaton Hackney kerület|Hackney, nyugaton Haringey és Enfield határolja. Ez a rész egy beépített lakóövezet a eppingi erdő (északra) és a Lee folyó (nyugatra) között. Ezek két zöldövezeti határt képeznek; a terület mintegy ötöde zöldfelület: nyílt terek, parkok, erdők, víztározók.

## Története
Sok kőkori leletet találtak a környéken. Szétszórva a kerületben találtak római kori leleteket is, így valószínűsíthető, hogy ez egy fontos terület volt a római időkben.
A kerületet 1965-ben Chingford Önkormányzati Kerület, Leyton Önkormányzati Terület és Walthamstow Önkormányzati Kerület összevonásával hozták létre.
A kerület nevét a walthami erdőről kapta, ami eppingi erdőként él az emlékek tudatában. Az 1878-as eppingi erdőről szóló törvény nemcsak az erdő megőrzésének a fontosságát hangsúlyozza, hanem foglalkozik a környező települések (Chimford, Walthamstow és Leyton) fejlődésével is. A mai kerület a City és az erdő között fekszik, így a terület nagy részén nagyméretű szabadidős fejlesztések vannak.

## Népessége
A kerület népessége a korábbiakban az alábbi módon alakult:
| Lakosok száma | 214 595 | 217 625 | 218 277 | 258 249 | 262 600 | 271 200 | 276 700 | 275 887 |
|               | 1981    | 1991    | 2001    | 2011    | 2012    | 2015    | 2018    | 2022    |

## Körzetei
A kerület nagyobb egységei északon Chingford, Walthamstow a központban (ez a közigazgatási központ, itt található az önkormányzat irodája is), Leyton és Leytonstone keleten. Kisebb részek:
- Leyton Ward
- Lea Bridge Ward
- Hoe Street
- Grove Green
- Cann Hall
- Wood Street
- Higham Hill Ward
- High Street Ward
- Chapel End
- William Morris Ward
- Markhouse
- Valley Ward
- Leytonstone Ward
- Cathall
- Larkswood
- Forest Ward
- Endlebury
- Hale End and Highams Park
- Hatch Lane
- Chingford Green

## Jövője
Waltham Forest egyike a 2012. évi nyári olimpiai játékok helyszínéül szolgáló öt kerületnek.
A tervek szerint itt rendezik majd a kerékpáros versenyszámokat két, egyenként 6.000 fő befogadására képes helyszínen.
Az itteni uszodát a versenyzők a vizes versenyekre történő felkészüléskor használják majd.

## Iskolák Waltham Forestben
- Aveling Park School
- Bluecurve Learning (IND)
- Chingford Foundation School
- Connaught School for Girls
- Forest School (IND, SEL)
- George Mitchell School
- Heathcote School
- Highams Park School
- Holy Family Catholic College
- Kelmscott School
- Leyton Sixth Form College
- Leytonstone School
- McEntee School
- Norlington School for Boys
- Normanhurst School (IND)
- Rush Croft School
- Sir George Monoux Sixth Form College
- Tom Hood SchoolV
- Waltham Forest College
- Walthamstow School for Girls
- Warwick School for Boys
- Willowfield School

## Híres emberek

### Itt született
- William Morris
- David Backham
- Derek Jacobi
- Graham Grooc
- Alfred Hichkock

### Itt lakik/lakott
- Damon Albarn
- Jodi Albert színész
- David Bailey
- David Beckham
- Steve Bell
- Fanny Cradock
- Benjamin Disraeli, miniszterelnök
- Boy Kill Boy
- John Drinkwater
- East 17
- Joanne Fenn
- Sam Fox
- Graham Gooch
- I. Harald angol király
- Steve Harris zenész
- Don Henderson
- Alfred Hitchcock
- Sydney Horler
- Derek Jacobi
- Lawrence of Arabia
- Morell Mackenzie
- George Monoux, London főpolgármester, 1514
- Bobby Moore
- William Morris
- Ronnie O’Sullivan
- Alliot Verdon Roe
- Jonathan Ross
- Paul Ross
- Ken Russell
- Nick Saloman
- Teddy Sheringham
- Talvin Singh
- Vivian Stanshall
- Seán Mac Stiofáin
- Meera Syal